# Batavier
Il Batavier fu un vascello di linea da 56 cannoni in servizio nella marina olandese tra il 1780 e il 1799, e poi nella Royal Navy tra il 1799 e il 1823.

## Storia
L'ordine di costruire la nave fu dato dall'Ammiragliato di Amsterdam, ed essa fu impostata l'8 settembre 1777, varata il 18 febbraio 1779 e  immessa in servizio nel 1780.
Il 5 agosto 1781 il vascello Batavier partecipò alla battaglia di Dogger Bank al comando del kapitein Wolter Jan Gerrit Bentinck, che rimase gravemente ferito. Il Batavier navigava nel mezzo della linea di fila olandese, tra la nave ammiraglia Admiraal de Ruyter e la fregata da 40 cannoni Argo. Fu ingaggiata da tre navi britanniche e divenne ingovernabile dopo lo scoppio di un incendio. La battaglia, sebbene indecisa dal punto di vista tattico, portò a una vittoria strategica britannica e in seguito, con il timone inservibile e al comando del kapitein Jean Louis Bosch il Batavier fu rimorchiato a Texel. Il barone Bentinck morì in seguito, il 24 agosto, per le gravissime ferite ricevute nella battaglia.
Nel 1795, in seguito all'occupazione francese dei Paesi Bassi durante le guerre rivoluzionarie, la nave entrò in servizio nella Marina batava.
L'11 ottobre 1797 il Batavier prese parte alla battaglia di Camperdown sotto il comando del capitano di vascello Jan Jacob Souter. All'inizio della battaglia, la nave si trovò sotto un pesante fuoco d'artiglieria, ma presto si allontanò dal combattimento e  si rifugiò a Texel.
Il 30 agosto 1799, nel corso dell'incidente di Vlieter, la nave fu ceduta alla flotta britannica al comando del viceammiraglio Andrew Mitchell, anche se il Batavier fu l'unica nave della flotta olandese in cui non era scoppiato alcun ammutinamento.
In seguito il Batavier salpò per la Gran Bretagna e fu sottoposto a lavori di raddobbo presso il cantiere navale Chatham Dockyard tra il 14 luglio 1800 e il 15 luglio 1801 per essere utilizzato come batteria galleggiante.  Entrò in servizio nella Royal Navy nel luglio 1801, al comando del captain William Robert Broughton, per prestare servizio nel Canale della Manica. A Broughton successe, nell'aprile 1803, il captain Patrick Tonyn e nell'agosto 1804 la nave fu messa in disarmo a Chatham. Trasferita presso i Woolwich Dockyard nell'aprile 1809, li prestò servizio come nave ospedale sotto il comando del tenente Thomas Dorsett Birchall. Questo servizio durò fino al gennaio 1817, dopodiché fu trasferita a Blackwall per ricevere marinai in difficoltà. Per il suo ultimo servizio venne allestito a Woolwich come nave prigione. Basata a Sheerness dal settembre 1817, vi fu infine demolita nel marzo 1823.

### Fonti
1. 1 2  Lyon, Winfield 2004, p. 51.
2. 1 2 3 4 5  Tree Decks.
3. 1 2 3 4 5 6  Tree Decks.
4. ↑  (NL) Delpher Kranten - Noordhollandsche courant 05-07-1780, in kb.nl, 5 luglio 1780.
5. 1 2 3 4 5  Canon van Nederland.
6. ↑  Stuart 1797, p. 1373.
7. ↑  Vonk 1801, p. 58.
8. ↑  Winfield 2007, p. 269.